# Coelotanypus toltecus
Coelotanypus toltecus är en tvåvingeart som beskrevs av Roback 1965. Coelotanypus toltecus ingår i släktet Coelotanypus och familjen fjädermyggor. Inga underarter finns listade i Catalogue of Life.